# Doug Ingle
Douglas L. Ingle (Omaha, 9 de setembro de 1945 – 24 de maio de 2024) foi um cantor, tecladista e principal compositor da banda de rock Iron Butterfly.

## Biografia
Nascido no estado de Nebraska, sua família mudou-se quando tinha três meses de idade do seu estado natal para as Montanhas Rochosas, onde passou a infância e a adolescência e foi iniciado na música por seu pai, um organista de igreja, antes de mudarem-se para San Diego, na Califórnia.
Seu trabalho como músico junto com o Iron Butterfly é mais notório como o compositor do grande sucesso da banda, "In-A-Gadda-Da-Vida", de 1968, um épico do rock psicodélico de dezessete minutos de duração. O álbum homônimo, do qual a música tomava todo o lado B, foi o primeiro disco a receber o disco de platina da indústria norte-americana da música e já vendeu mais de 25 milhões de cópias até hoje em todo mundo.
O grande sucesso da música trouxe a Ingle e ao Iron Butterfly grande sucesso internacional e a temporadas sem descanso de concertos, com shows quatro, cinco shows por noite, seis dias por semana, que o levaram a uma completa exaustão física e emocional após alguns anos. Em dezembro de 1971 ele deixou a banda.
Morreu em 24 de maio de 2024, aos 78 anos.

## Discografia de Iron Butterfly
(Veja a discografia completa no Iron Butterfly)
- Heavy (1968)
- In-A-Gadda-Da-Vida (1968)
- Ball (1969)
- Live (1970)
- Metamorphosis (1970)